# Sorsele község
Sorsele község (svédül: Sorsele kommun) Svédország 290 községének egyike. 
A mai község 1863-ban jött létre.

## Települései
A községben 5 település található:
| Település     | Népesség | Megjegyzés         |
| ------------- | -------- | ------------------ |
| Sorsele       |          | a község székhelye |
| Blattnicksele |          |                    |
| Gargnäs       |          |                    |
| Lomselenäs    |          |                    |
| Ammarnäs      |          |                    |

### Külső hivatkozások
- Hivatalos honlap